# لا تدفع في المملكة المتحدة
حملة لا تدفع في المملكة المتحدة هي حملة عمل مباشر على مستوى القاعدة الشعبية في المملكة المتحدة تحث على عدم دفع فواتير الطاقة بشكل جماعي. من المقرر أن يبدأوا تعهدًا للأفراد بإلغاء مدفوعات فاتورة الطاقة، لتصبح سارية المفعول في 1 أكتوبر 2022 إذا تم ذلك قام مليون شخص بالتسجيل وتحدث زيادة في سقف الطاقة المخطط لها. تعتقد المجموعة أن هذا ضغط كاف لشركات الطاقة لخفض الأسعار إلى سعر معقول.
تأسست المجموعة من قبل 15-20 ناشطًا في يونيو 2022. إنهم يستمدون الإلهام من الحركة المناهضة لضرائب الاقتراع، حيث 17 رفض مليون شخص دفع ضريبة الاقتراع التي قدمتها مارغريت تاتشر، مما تسبب في إزالتها. ويهدفون إلى قيام المجموعات المحلية بالتوعية بهذا التعهد من خلال المنشورات. وقالت الحكومة إن التعهد سيؤدي إلى زيادات أسرع في أسعار الطاقة وخفض درجات ائتمان المشاركين.
نشأ التعهد في سياق الزيادات الكبيرة في سقف الطاقة في المملكة المتحدة من قبل المنظم Ofgem. في أبريل 2022، زاد الحد الأقصى بمقدار 693 جنيهًا إسترلينيًا سنويًا؛ بهذا السعر 6.5 مليون شخص غير قادرين على تدفئة منازلهم بالكامل. قد تؤدي الزيادة التالية، المحددة في 1 أكتوبر 2022، إلى متوسط أسعار الطاقة 3800 جنيه إسترليني سنويًا في عام 2023. موقف حكومة المملكة المتحدة هو أن ارتفاع الأسعار أمر لا مفر منه بسبب عوامل عالمية مثل الغزو الروسي لأوكرانيا عام 2022؛ أكدت ثمانية  مليون أسرة ضعيفة ستحصل على 1,200 جنيه إسترليني من الدعم.

## خلفية
في أبريل 2022، رفعت هيئة تنظيم الطاقة البريطانية Ofgem سقف الطاقة - وهو الحد الأقصى للمبلغ الذي يمكن أن تفرضه الأسرة «النموذجية» على الغاز أو الكهرباء - بمقدار 693 جنيهًا إسترلينيًا في السنة. في هذه المرحلة، كان 6.5 مليون شخص غير قادرين على تدفئة منازلهم بشكل كافٍ. تم تعيين Ofgem، اعتبارًا من يوليو، لرفع الحد الأقصى بمقدار 1,800 جنيه إسترليني إضافي سنويًا في 1 أكتوبر 2022. ومن المتوقع أن يصل متوسط الفواتير إلى 3800 جنيه إسترليني سنويًا بحلول بداية عام 2023. ويقدر تحالف إنهاء فقر الوقود هذه الزيادة إلى ترك مليوني شخص غير قادرين على تحمل تكاليف التدفئة الكافية.
كان عدد الأشخاص الذين تحدثوا إلى نصيحة المواطنين الذين لم يتمكنوا من تحمل تكاليف عدادات الطاقة مسبقة الدفع أكبر بثلاث مرات في يوليو 2022 مما كان عليه في يوليو 2021، وكان مليون شخص متأخرين عن مدفوعات الكهرباء أو الغاز. علق الأستاذ في جامعة ليفربول، ستيوارت ويلكس هيغ، قائلاً: «سيكون الجميع تقريبًا في فقر الوقود» وفقًا لمعيار الاستخدام: تدفع الأسرة أكثر من 10٪ من دخلها على الطاقة. وعلقت شيريل جاكوبس من صحيفة ديلي تلغراف أن عائلات الطبقة المتوسطة والمتقاعدين قد لا يكونون قادرين على دفع فواتير الطاقة المتزايدة. تم الإعلان عن ضريبة غير متوقعة على هذه الأرباح في يوليو 2022. ومع ذلك، فإن فواتير الطاقة هي عامل مساهم كبير في أزمة تكلفة المعيشة (ما يشير إليه النشطاء على أنه «أزمة تكلفة الجشع»).
في غضون ذلك، واصلت شركات الطاقة زيادة أرباحها. على سبيل المثال، أرباح شل 11.5 دولار مليار (8.4 جنيه إسترليني مليار) في الربع الثاني من عام 2022 ضعف الرقم في العام السابق. ربح BP 6.9 جنيه إسترليني مليار في هذه الفترة كان أكبر بثلاث مرات مما كان عليه في عام 2021. حققت سنتريكا، مالكة شركة British Gas، أرباحًا قدرها 1.3 جنيه إسترليني مليار دولار في النصف الأول من عام 2022، خمسة أضعاف أرباح النصف الأول من عام 2021.
وقالت الحكومة البريطانية إنها ستقدم 1200 جنيه استرليني لدعم الثمانية ملايين أسرة في أشد الحاجة، و 37 جنيهاً استرلينياً مليار دولار في إجمالي تدابير الإغاثة. لكنها قالت إن ارتفاع أسعار الطاقة لا يمكن منعه بسبب ارتفاع أسعار الغاز العالمية. كان أحد العوامل في ذلك هو الغزو الروسي لأوكرانيا عام 2022 .
انطلقت الحملة في منتصف يونيو 2022، بدأها 15-20 ناشطًا بعد مناقشتها في أبريل 2022. إنهم يحافظون على عدم الكشف عن هويتهم، حيث يمكن، وفقًا لأحدهم، «تفسيرهم على أنهم يحرضون الناس على فسخ العقود». قال أحد المنظمين إن المؤسسين كانوا «أشخاصًا واعين اجتماعيًا وطبقيًا والذين غالبًا ما يناقشون ويضعون خططًا للرد على ما نعتبره عنفًا اقتصاديًا قمعيًا يتعرض له أفراد الطبقة العاملة».

## المنهجية

### تعهد
تطالب المجموعة بخفض أسعار الطاقة. إنهم ينظمون تعهدًا لن يدخل حيز التنفيذ إلا إذا تم التعهد به مليون شخص في المملكة المتحدة يوقعون عليها: يتعهد الموقعون بإلغاء مدفوعات فواتير الطاقة الخاصة بهم إذا حدثت زيادة الأسعار المحددة في 1 أكتوبر 2022. يوجد 28 مليون أسرة في البلاد. حوالي 4.5 لا يُطلب من مليون شخص في خطط الدفع المسبق المشاركة، ولا أولئك الذين يتم تضمين فواتير الطاقة الخاصة بهم في سعر الإيجار، لتجنب الفصل الذاتي والإخلاء.
وفقًا للمجموعة، إذا وقع مليون شخص على التعهد، فسيتم حجب 230 مليون جنيه إسترليني من شركات الطاقة كل شهر، مع فترة 28 يومًا قبل أن تتمكن شركات الطاقة من الاتصال بالأشخاص لترتيب خطة سداد. يسمون هذا «إضرابًا جماعيًا لعدم الدفع». إنه نوع من العصيان المدني. لا تدفع في المملكة المتحدة تعتقد أن هذا «سيجلب [شركات الطاقة] إلى طاولة المفاوضات ويجبرها على إنهاء هذه الأزمة»  ومع ذلك، ليس لديهم مطالب ثابتة.
تستشهد منظمة لا تدفع في المملكة المتحدة بضريبة حق الاقتراع التي فرضتها مارغريت تاتشر («رسوم المجتمع») في عامي 1989 و 1990 - وهي ضريبة بتكلفة ثابتة لكل شخص بالغ في الدولة - كموازاة. رفض 17 مليون شخص دفع ضريبة الرأس، مما أدى إلى إلغائها عام 1991. بدلاً من ذلك، تم تقديم ضريبة المجلس من قبل جون ميجور في عام 1993. وعلق ويلكس هيغ على أن الاختلافات بين مقاومة ضريبة الاقتراع وعدم دفع فاتورة الطاقة تشمل أن الحكومة تحتفظ بسجلات أقل تفصيلاً وأن الديون قد تم محوها.

### الآثار
وتشمل التداعيات المحتملة للمشاركة قطع إمدادات الطاقة وتدهور درجات الائتمان. ومع ذلك، علقت منظمة ``لا تدفع في المملكة المتحدة '' أنه في عام 2018، تم تسجيل ثمانية فقط حالات انقطاع في إمدادات الطاقة. يمكن لشركات الطاقة اتخاذ إجراءات من خلال فصل العدادات الذكية عن بُعد، أو الحصول على أمر قضائي لفصل الطاقة أو تثبيت عداد الدفع المسبق، أو تمرير المعلومات إلى مؤسسة تحصيل الديون. ومع ذلك، لا يُسمح لهم بتغيير العدادات خلال فصل الشتاء لبعض المجموعات المصنفة على أنها «معرضة للخطر». يمكن أن تتراكم التكاليف الإضافية عن طريق عدم الدفع. يمكن أن تؤدي درجات الائتمان المتدهورة إلى دفع الأفراد فائدة أعلى عند الاقتراض لمدة تصل إلى ست سنوات، وفقًا لمالك شركة الخدمات المالية. قالت منظمة ``لا تدفع في المملكة المتحدة '' أن هذا كان أولوية منخفضة للعديد من العائلات.
تجادل منظمة «لا تدفع في المملكة المتحدة» بأن آلاف المدفوعات المتزامنة من شأنها أن تسبب «الشلل» و «تراكم الأعمال المتراكمة لأشهر طويلة». وقالت زوي وود من صحيفة الجارديان إن التعهد «محفوف بالمخاطر» وأنه «لا يوجد بالضرورة أمان في الأرقام». وقال متحدث باسم الحكومة باسم وزارة الأعمال والطاقة والاستراتيجية الصناعية إن الخطة كانت «غير مسؤولة إلى حد كبير» وسوف «ترفع الأسعار بالنسبة لأي شخص آخر». يسرد موقع Dontpay.uk بعض المعلومات حول العواقب في الأسئلة الشائعة، وسيحتوي على دليل «كيفية» لتحديد مخاطر الإجراء إذا استمر. وقالت المجموعة إنها كانت تتشاور مع خبراء دين قانونيين وشخصيين في أغسطس / آب.
وقالت مؤسسة نيو إيكونوميكس وهي مؤسسة فكرية إن «تأثير مضاعف» سيبدأ عند 6000 مشارك وأن عدم الدفع سيجبر الحكومة على الإعفاء، وإلا فسيتعين على Ofgem زيادة الأسعار بمعدل أسرع. قال الصحفي مارتن لويس إن هناك حاجة إلى إعانة مالية حكومية لأنه «بمجرد أن يصبح عدم دفع فواتير الطاقة مقبولًا اجتماعيًا، سيتوقف الناس عن دفع فواتير الطاقة ولن تقوم بقطع التيار عن الجميع». وعلق الأستاذ المساعد في جامعة نوتنغهام، حافظ عبده، بأن المقاطعة يمكن أن يكون لها «عواقب ضارة على شركات الطاقة وسلاسل التوريد»، مما يجعلها غير قادرة على دفع تكاليف التشغيل، وتتسبب في حالات الإفلاس وفقدان الوظائف. قال عبده إن هناك حاجة لتحرك الحكومة لتجنب هذه النتيجة.
وقال متحدث باسم المجموعة إن التقاعس عن العمل كان أكثر خطورة من المشاركة، لأن دفع فواتير الطاقة «يدفع الناس إلى الفقر».

## منظمة
لا تنتسب حملة «لا تدفع في المملكة المتحدة» إلى أي مجموعة أخرى، على الرغم من اعتمادها من قبل شركة وقود مكافحة الفقر. يصفها المنظمون بأنها «حملة أحزاب غير منحازة وغير سياسية». في 22 تموز (يوليو)، علق أحد الممثلين قائلاً إن عدد المشتركين في التطوع يتراوح بين 300 و 700 شخص يوميًا؛ كان لديها 6000 متطوع بحلول 27 يوليو 2022. بحلول 11 أغسطس، كان هذا الرقم 31000 متطوع.
يسعى إلى زيادة الوعي من خلال المنشورات والملصقات: تم طلب 20000 منشور في الأسبوع الأول للمجموعة، وتم طلب 140.000 منشور بحلول 19 يوليو 2022. يمكن طباعة تصميمات الملصقات على موقع الويب الخاص بهم من قبل المتطوعين. تهدف المنظمة إلى قيام الجماعات المحلية حول التعهد. في 2 أغسطس، ذكرت المجموعة أن 1300 شخص كانوا مهتمين بالتصرف كمنظم محلي. بحلول 11 أغسطس، قالت منظمة لا تدفع في المملكة المتحدة في المملكة المتحدة إن هناك 150 مجموعة محلية تضم 3000 مشارك. قال بول ماسون في صحيفة نيو ستيتسمان إنه على الرغم من تصميمه على غرار احتجاجات السترات الصفراء، إلا أن برنامج لا تدفع في المملكة المتحدة كان «مركّزًا للغاية في المدن الكبرى»، لذلك لم يكن من الواضح ما إذا كان سيحظى بالاهتمام.
بحلول 9 أغسطس 2022، أبلغت المجموعة عن 80000 تعهد. ووصل الرقم بعد يومين إلى 100 ألف.

## روابط خارجية
- الموقع الرسمي